# Draconettidae
Los draconétidos (Draconettidae) son una familia de peces marinos incluida en el orden Perciformes, distribuidos por aguas tropicales y templadas de los océanos Pacífico, Índico y Atlántico Su nombre procede del griego: drakos (dragón) + netta (pato), por la forma de su boca en forma de pico de pato y la forma del cuerpo parecida a los peces dragoncitos.

## Géneros y especies
Existen 13 especies agrupadas en 2 géneros:
- Género Centrodraco (Regan, 1913)
  - Centrodraco abstractum (Fricke, 2002)
  - Centrodraco acanthopoma (Regan, 1904)
  - Centrodraco gegonipus (Parin, 1982)
  - Centrodraco insolitus (McKay, 1971)
  - Centrodraco nakaboi (Fricke, 1992)
  - Centrodraco oregonus lineatus (Fricke, 1992)
  - Centrodraco oregonus oregonus (Briggs y Berry, 1959)
  - Centrodraco ornatus (Fourmanoir y Rivaton, 1979)
  - Centrodraco otohime (Nakabo y Yamamoto, 1980)
  - Centrodraco pseudoxenicus (Kamohara, 1952) - Pez
  - Centrodraco rubellus (Fricke, Chave y Suzumoto en Fricke, 1992) - Pez
  - Centrodraco striatus (Parin, 1982) - Pez

- Género Draconetta (Jordan y Fowler, 1903)
  - Draconetta xenica (Jordan y Fowler, 1903) - Pez